# Layzan
Layzan fou un antic principat del Caucas que existia sota el rei sassànida Còsroes I a la meitat del segle vi. Estava situat a la vall de Lahidj i el riu Gardimanchay o Gardaman, al nord del Kura (Geòrgia) i a l'oest del Xirvan. Els seus sobirans duien el títol de layzanshah (xas de Layzan). Fou absorbit per Xirvan, els sobirans del qual ja duien el títol afegit de layzanshahs al segle x. Sovint una branca col·lateral de la casa reial de Xirvan dugué el títol i va governar a Layzan. Va subsistir fins al segle xvii quan els kaytaks, que havien emigrat des del nord, se'n van apoderar.